# The Power of Few - Il potere dei pochi
The Power of Few - Il potere dei pochi (The Power of Few) è un film del 2013 scritto e diretto da Leone Marucci, con protagonisti Christopher Walken e Christian Slater.

## Trama
New Orleans. In un pomeriggio, si collegano le storie di cinque insoliti personaggi, che negli stessi venti minuti ma in luoghi diversi, dovranno avere a che fare con storie di contrabbando e cospirazioni religiose.

## Produzione
Le riprese si svolgono nella città di New Orleans, dove è interamente ambientato il film.
Il budget del film si aggira intorno ai 7,5 milioni di dollari.

## Promozione
Il primo trailer del film è pubblicato l'11 gennaio 2013.

## Distribuzione
La pellicola è stata distribuita a partire dal 15 febbraio 2013 nelle sale cinematografiche statunitensi.